# Miller Anderson
Miller Anderson (* 12. dubna 1945, Houston, Renfrewshire, Skotsko) je britský bluesový a rockový zpěvák a kytarista. Byl členem skupin T. Rex, Keef Hartley Band, The Dukes, Savoy Brown a mnoha dalších. Spolupracoval například s Spencer Davis Group nebo The British Blues Quintet. V současné době spolupracuje s dřívějším členem skupiny Deep Purple Jonem Lordem ve skupině Jon Lord Blues Project.

## Diskografie

### Sólová
- Bright City (1971)
- Celtic Moon (1998)
- Bluesheart (2003)
- Chameleon (2008)
- From Lizard Rock (2009)

### Ostatní
- Tento seznam není kompletní.
- Halfbreed (1969, Keef Hartley Band)
- The Battle of North West Six (1969, Keef Hartley Band)
- The Time is Near (1970, Keef Hartley Band)
- Overdog (1971, Keef Hartley Band)
- Little Big Band (1971, Keef Hartley Band)
- Two Weeks Last Summer (1972, Dave Cousins)
- Boogie Brothers (1974, Savoy Brown)
- Overnight Angels (1977, Ian Hunter)
- The Dukes (1979, The Dukes)
- Short Back and Sides (1981, Ian Hunter)
- Superblues (1994, Pete York)
- Swinging Hollywood (1994, Pete York)
- Pictured Within (1998, Jon Lord)
- Live at the Royal Albert Hall (2000, Deep Purple)
- Not For The Pro's (2002, Ian Paice)
- Live in Manchester 2002 (2003/2004, DVD/CD, Spencer Davis Group)
- Beyond The Notes (2004, Jon Lord)
- Beyond The Notes Live (2004, DVD, Jon Lord)
- The Boy in the Sailor Suit (2007, Dave Cousins)
- Live in Glasgow 2006 (2007, The British Blues Quintet)
- Hotel Eingang (2008, Chris Farlowe)
- Jon Lord Blues Project Live (2011, Jon Lord Blues Project)